# GVC Holdings
GVC Holdings PLC este un operator de jocuri de noroc și un operator de jocuri de noroc online, atât pe piețele de la business-to-consumer (B2C), cât și pe cele de business-to-business (B2B). GVC are patru segmente de afaceri cu un număr de mărci, inclusiv etichete sportive (Ladbrokes, bwin, Sportingbet, gamebookers); Etichete de jocuri (Party Poker, Partycasino, Foxy Bingo, Foxy Casino, Gioco Digitale, CasinoClub); Activitățile B2B și non-core. Compania este listată la Bursa din Londra și este o componentă a indicelui FTSE 250. Acesta este aprobat de ONJN.